# Mylesinus
Mylesinus is een geslacht van straalvinnige vissen uit de familie van de echte piranha's (Serrasalmidae).

## Soorten
- Mylesinus paraschomburgkii Jégu, dos Santos & Ferreira, 1989
- Mylesinus paucisquamatus Jégu & dos Santos, 1988
- Mylesinus schomburgkii Valenciennes, 1850